# Robert Droogmans
Robert Droogmans (Bèlgica, 5 de setembre de 1954) és un pilot de ral·li belga guanyador del Campionat d'Europa de Ral·lis de l'any 1990 i del Campionat de Bèlgica de Ral·lis dels anys 1986, 1987 i 1992.

## Trajectòria
Droogmans comença a disputar ral·lis a finals dels anys 70 amb un Ford Escort RS. L'any 1986 guanya el Campionat de Bèlgica de Ral·lis amb un Ford RS200, revalidant el títol al 1987 amb un Ford Sierra RS Cosworth. Anys més tard, al 1992 aconseguiria un tercer títol belga de nou al volant d'un Sierra.
L'any 1989 queda en segona posició al Campionat d'Europa de Ral·lis, per darrere de Yves Loubet, però al 1990 aconsegueix alçar-se amb el títol continental al volant d'un Lancia Delta Integrale 16V. També cal destacar que al 1993 va quedar en tercera posició. Droogmans aconseguiria un total de 26 victòries en proves del Campionat d'Europa.